# Pindolol
Pindolol es el nombre de un medicamento beta bloqueante no selectivo, es decir, bloquea la acción de la epinefrina tanto en receptores adrenérgicos β1 y receptores adrenérgicos β2. El pindolol tiene actividad simpaticomimética intrínseca aunque tiene una moderada actividad estabilizadora de membranas. 
El pindolol se ha usado para potenciar los Inhibidores de la monoaminooxidasa e Inhibidores de la recaptación de serotonina.

## Farmacocinetica
El pindolol se absorbe casi por completo a nivel del tracto gastrointestinal con una alta biodisponibilidad, propiedades que hace que haya mínimas variaciones farmacodinámicas entre un individuo y otro. El pindolol se metaboliza en un 50% a nivel del hígado, el resto del cual es excretado sin modificaciones en la orina. La depuración del pindolol es reducida en pacientes con insuficiencia renal.